# Tutufa bubo
Ranelle géante
Espèce
Synonymes
- Bursa bubo
- Bursa lampas

Tutufa bubo est une espèce de mollusques gastéropodes marins appartenant à la famille des Bursidae. On l'appelle parfois « ranelle géante ».

## Description
La coquille verruqueuse mesure de 10 à 32 cm de longueur.

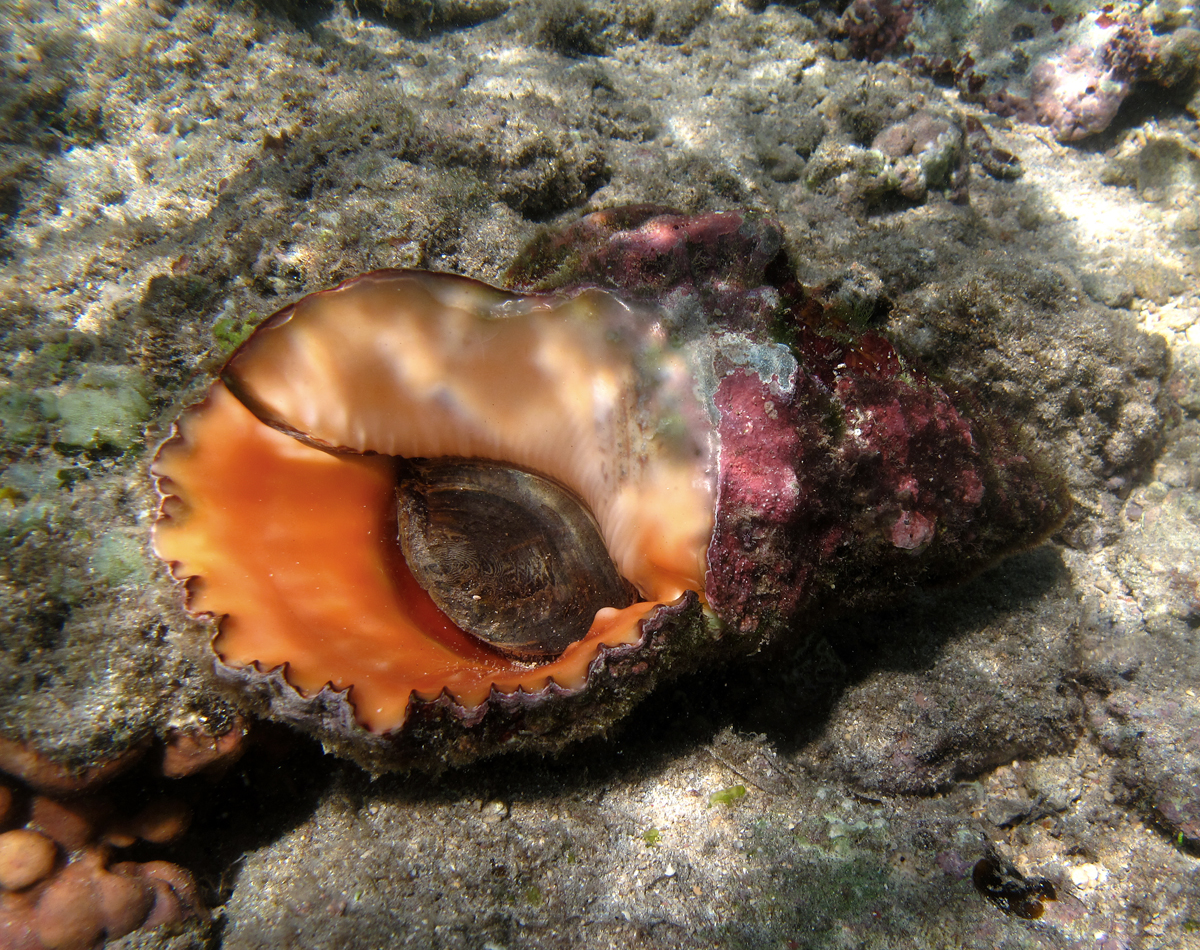
Ranelle géante à La Réunion.
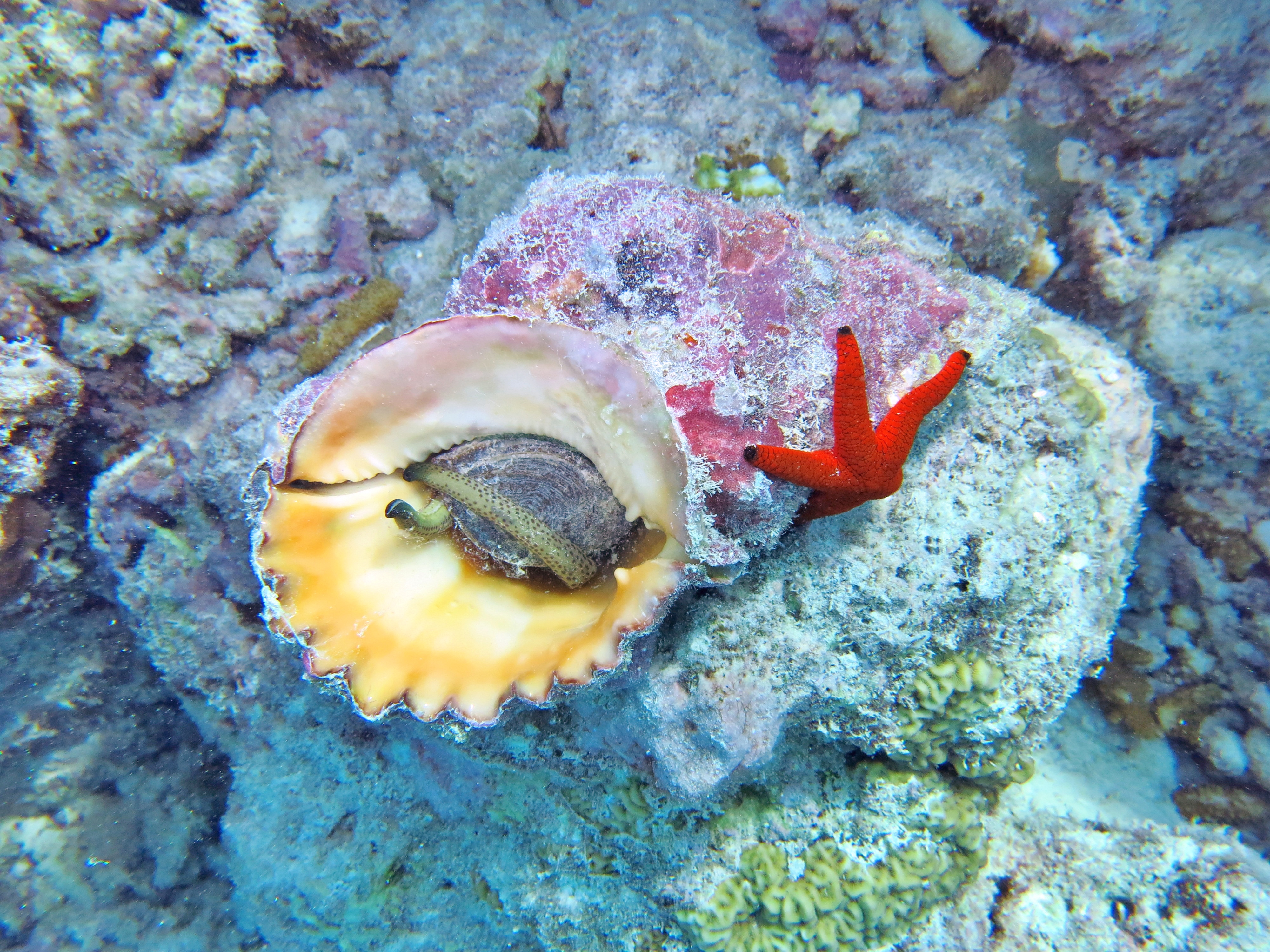
Cette ranelle géante est en train de consommer une étoile Linckia multifora, pendant qu'une Fromia indica imprudente escalade sa coquille (Maldives).
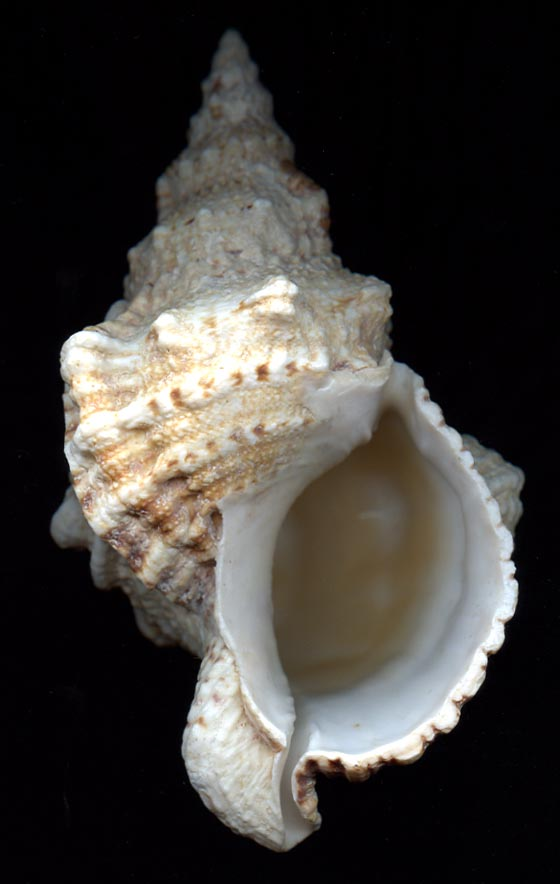

Cet escargot de mer tropical utilise sa trompe pour manger des vers polychètes après les avoir anesthésiés avec sa salive.

## Habitat et répartition
Ces mollusques gastéropodes vivent dans les eaux des régions Indo-Pacifique.

## Taxonomie
Cette espèce fut décrite en 1758 par Carl von Linné sous le nom Murex rana var. bubo.